# Hambüchen (Hückeswagen)

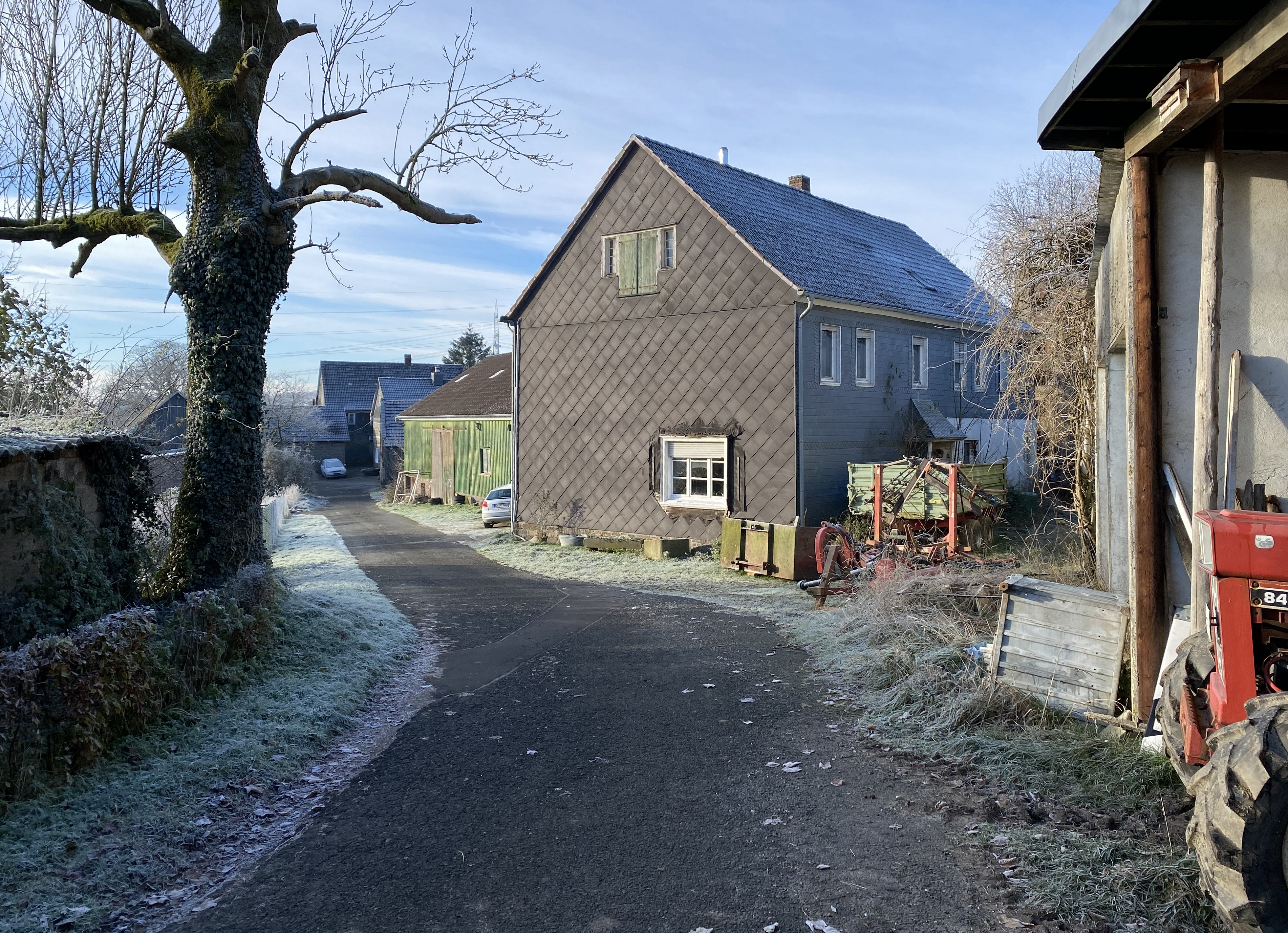

Hambüchen ist eine Hofschaft in Hückeswagen im Oberbergischen Kreis im Regierungsbezirk Köln in Nordrhein-Westfalen (Deutschland).

## Lage und Verkehrsanbindung
Hambüchen liegt im südlichen Hückeswagen am Rande der herangerückten Wohngebiete des Hauptorts und ist über eine Verbindungsstraße erreichbar, die von der Kreisstraße K5 zwischen Grünestraße und Altenholte abzweigt, bis zum Hückeswagener Zentrum führt und auch Sohl sowie Knefelsberg anbindet.
Bei Hambüchen entspringt der Bach Hambüchener Siepen, ein Zufluss des Knefelsberger Bachs.

## Etymologie und Geschichte
Hambüchen ist eine Form von Hainbuche. Andere Formen sind Hagenbüchen oder Hainbüchen, siehe auch Hag.
Im 18. Jahrhundert gehörte der Ort zum bergischen Amt Bornefeld-Hückeswagen. 1815/16 lebten 25 Einwohner im Ort. Hambüchen gehörte 1832 unter dem Namen Hagenbüchen der Großen Honschaft an, die ein Teil der Hückeswagener Außenbürgerschaft innerhalb der Bürgermeisterei Hückeswagen war. Der laut der Statistik und Topographie des Regierungsbezirks Düsseldorf als Weiler kategorisierte Ort besaß zu dieser Zeit vier Wohnhäuser und neun landwirtschaftliche Gebäude. Zu dieser Zeit lebten 74 Einwohner im Ort, 54 katholischen und 20 evangelischen Glaubens.
Im Gemeindelexikon für die Provinz Rheinland werden für 1885 fünf Wohnhäuser mit 26 Einwohnern angegeben. Der Ort gehörte zu dieser Zeit zur Landgemeinde Neuhückeswagen innerhalb des Kreises Lennep. 1895 besitzt der Ort vier Wohnhäuser mit 28 Einwohnern, 1905 vier Wohnhäuser und 26 Einwohner.

## Wander- und Radwege
Folgende Wanderwege führen durch den Ort:
- Der Hückeswagener Rundweg ◯